# 新疆和平解放
新疆和平解放指的是1949年9月25日-26日，中華民國國軍駐疆部隊和新疆省政府相繼倒戈中国共产党的事件，這也是第二次国共内战的一部分。新疆省時為中华民国面积最大的省份，亦是其名义上控制的最後一个西北省份。至此，中共政權已佔領长江以北中国北方全部省份。其後，中国人民解放军迅速開進新疆，收編起義部隊、接管政務，至1950年初將其全境納入中华人民共和国政府管轄之下。

## 经过
1944年，苏联政府支持、插手了三区革命，反对国民政府的统治。后期，中国共产党势力开始影响新疆。1949年随着中国共产党在第二次国共内战中取得绝对优势，夏季末，中国人民解放军占领了甘肃省一带的河西走廊，夺取了通往新疆的道路。此时的新疆分别由两股势力控制着：一股是在迪化（今乌鲁木齐）的中华民国国军，另一股是苏联扶持下的、割踞伊犁的三区政权。在苏联的要求下，三区政权决定加入中华人民共和国。由阿合买提江·哈斯木带领的新疆保卫和平民主同盟代表团前往北京，参加中国人民政治协商会议第一届全体会议，但途中不幸墜機導致全體身亡。大部分原东突领导人同意新疆并入中华人民共和国，后来同投降的国军高层将领们，均成为中华人民共和国政府的高官。
时任西北军政长官公署副长官兼任河西警备总司令、新疆警备总司令的陶峙岳是国军驻疆部队的主官，他与新疆省政府主席包尔汉主张投降中共。9月24日晚12时，陶峙岳正式通电，率领河西警备司令部3.8万名官兵投共，是为酒泉起义。25日，解放军和平进入酒泉，酒泉易幟。在此情勢下，叶成、马呈祥等忠于中华民国的军官当日凌晨携家眷逃离迪化市。陶峙岳代表7万名驻疆官兵，通电易幟。9月26日，新疆省政府主席包尔汉、迪化市政府市长屈武通电易幟，标志新疆易幟。
10月1日，中华人民共和国建立。5日，中国人民解放军第一野战军第一兵团在酒泉召开进疆誓师大会，王震宣布10日开始向新疆进军。11月，第一兵团机关在王震的率领下进入迪化市。12月17日，新疆省人民政府成立。三区民族军于12月20日正式被收编为中国人民解放军第五军。30日，国军投共部队被改编为中国人民解放军第二十二兵团。日后，他们大部分成为了新疆生产建设兵团的一部分。其后，解放军通过新疆剿匪战役，迅速控制了新疆省的局势。当时只有尧乐博斯和乌斯满·巴图尔抵制共产党，起兵反抗解放军，但最后都被解放军打败。
1954年10月7日，新疆生产建设兵团成立。1955年，根据民族区域自治的政策，改新疆省为新疆维吾尔自治区。